# Héloïse Janjaud
Héloïse Janjaud (* 1994) ist eine französische Schauspielerin.

## Karriere
2018 begann Janjaud ihre Schauspielkarriere im Kurzfilm mit Auftritten in Nico und Sasha. 2019 gab Janjaud dann ihr Spielfilmdebüt in Jean-Charles Paugams La Bataille du Rail. Danach folgten Auftritte in Les goûts et les couleurs und in Rachel Suissas Gefährliche Liebschaften im Jahr 2022. 2023 spielte sie in Die Zukunft in unseren Händen die Rolle der Louise. Der Film feierte in der Sektion Panorama bei der 73. Berlinale Weltpremiere.
Ab 2020 war Janjaud auch regelmäßig in französischen TV- und Streaming-Serien zu sehen.

## Filmografie

### Film
- 2023: Die Zukunft in unseren Händen, Regie: Léa Fehner
- 2022: Gefährliche Liebschaften, Regie: Rachel Suissa
- 2022: Les goûts et les couleurs, Regie: Michel Leclerc
- 2019: La Bataille du Rail, Regie: Jean-Charles Paugam
- 2019: The Captive, Kurzfilm, Regie: Laura Chelfi
- 2018: Nico, Kurzfilm, Regie: Hugo Becker[3]
- 2018: Sasha, Kurzfilm, Regie: Till Leprêtre[3]

### Fernsehen
- 2022: La Faute à Rousseau, Staffel 2
- 2021: Un homme d’honneur, Staffel 1
- 2020: Les Bracelets rouges, Staffel 3